# Herbulotides
Herbulotides is een geslacht van vlinders van de familie spanners (Geometridae), uit de onderfamilie Ennominae.

## Soorten
- H. amphion Viette, 1971
- H. crassiantennata (Oberthür, 1916)
- H. griveaudi Viette, 1975
- H. ino Viette, 1971
- H. lymantrina (Herbulot, 1970)
- H. sao Viette, 1971